# 리소스 해커
리소스 해커(Resource Hacker)는 호주의 Angus Johnson가 만든 리소스 분석 프로그램이다.

## 기능
리소스해커는 다음과 같은 기능을 지원한다.
- 실행 파일(파일 확장자가 exe, dll, manifest 등인 파일)에 리소스 추가
- 리소스 제거
- 실행 파일 따로 저장
- 리소스 보기

## 사용 환경
윈도우 95 이상부터 사용할 수 있다. 32비트와 64비트 둘 다 지원한다.